# ジョセフ・パトリック・ケネディ三世
ジョセフ・パトリック・ケネディ3世（Joseph Patrick Kennedy III、1980年10月4日 - ）は、アメリカ合衆国の政治家で、マサチューセッツ州選出の元下院議員である。

## 人物
マサチューセッツ州サフォーク郡ブライトン出身。父ジョセフ・パトリック・ケネディ2世は元下院議員（マサチューセッツ州第8区選出）であり、ジョセフ2世の父はジョン・フィッツジェラルド・ケネディ政権で合衆国司法長官を務めたロバート・ケネディである。
スタンフォード大学へ進学し、経営工学を学ぶ。また大学ではラクロス部に入ってゴールキーパーとしてプレーした経験も持ち、ラクロス部時代にはジョセフ3世が牛乳を大量に飲むことで有名になり、『ミルクマン』というニックネームを付けられたこともあった。
ジョセフ3世が2003年にスタンフォード大学を卒業すると、ジョセフ3世の祖父の兄であるジョン・フィッツジェラルド・ケネディが大統領時代に創設した平和部隊に入隊、ドミニカ共和国のプエルト・プラタ州で2004年から2006年の3年間、公園保護の事業を請け負った。また国際連合開発計画の東ティモール貧困対策プロジェクトへの参加も行った。
ドミニカ共和国から帰国した後、ハーバード・ロー・スクールに入学し、勉強する傍ら、ハーバード法律援護局に勤務して学生弁護士として活動を行った。
2009年にハーバード・ロー・スクールからJDの学位を取得。その後、2011年にミドルセックス郡地方検察庁検事を務めた。
2012年、バーニー・フランクが引退した後、民主党候補者として2012年アメリカ合衆国下院選挙に於いて、マサチューセッツ州第4区で出馬し、共和党候補者のショーン・ビエラットに圧倒的大差を付け、219,499票（61％）を獲得して初当選を果たした。その後、2014年、2016年、2018年の選挙でも圧勝して4期務めた。
2018年、アメリカ合衆国議会合同会議において、ドナルド・トランプアメリカ合衆国大統領が就任後初となる一般教書演説を行った際には、民主党を代表して地元マサチューセッツ州フォールリバーにて「我々が守るべき価値と理想を破壊している」「団結する人々に対抗できない」などと反論演説を行った。
2020年のマサチューセッツ州の民主党上院予備選で、現職のエドワード・マーキー（Edward Markey）上院議員に敗れ、同州の選挙においてケネディ一家の初敗北となった。